# The Secret Value of Daydreaming
The Secret Value of Daydreaming è il secondo album in studio del cantautore inglese Julian Lennon, pubblicato nel 1986.

## Tracce
Testi e musiche di Julian Lennon, eccetto dove indicato.

- Side 1

1. Stick Around – 3:39
2. You Get What You Want – 4:04
3. Let Me Tell You – 4:16
4. I've Seen Your Face – 3:27
5. Coward Till the End? – 6:11 (Julian Lennon, Justin Clayton)

- Side 2

1. This Is My Day – 3:51
2. You Don't Have to Tell Me – 4:55
3. Every Day – 3:51 (Lennon, Clayton, Carlton Morales)
4. Always Think Twice – 3:56
5. Want Your Body – 3:25

## Formazione
- Julian Lennon – voce, cori, piano acustico, tastiera, basso, programmazioni
- Chuck Kentis – tastiera
- Billy Joel – piano acustico (2)
- David Brown – chitarra
- Justin Clayton – chitarra
- John McCurry – chitarra
- Carmine Rojas – basso
- Alan Childs – batteria
- Jimmy Bralower – percussioni
- Frank Elmo – corni
- Rory Dodd – cori
- Fiona Flanagan – cori
- Peter Hewlett – cori
- Karen Kamon – cori
- Eric Taylor – cori